# 2003 en Ukraine
Chronologie de l'Ukraine
- 1999
- 2000
- 2001
- 2002
- 2003
- 2004
- 2005
- 2006
- 2007

Cette page concerne les évènements survenus en 2003 en Ukraine :

## Évènement
- 6 juillet : Cosmic Call 2, série de messages radio interstellaires.
- octobre : Différend territorial concernant l'île de Touzla
- 24 décembre : Traité entre la fédération de Russie et l'Ukraine sur la coopération dans l'utilisation de la mer d'Azov et du détroit de Kertch

## Sport
- Championnat d'Ukraine de football 2002-2003
- Championnat d'Ukraine de football 2003-2004
- Coupe d'Ukraine de football 2002-2003
- Coupe d'Ukraine de football 2003-2004

## Culture
- Sortie du film Le Costume.

## Création
- 5 Kanal
- Akademmistetchko, station de métro à Kiev.
- Code civil de l'Ukraine (en)
- Mission ukrainienne de maintien de la paix en Iraq.

### Club sportif
- BC Dnipro
- BK Tcherkassy Mavpy
- FC Arsenal-2 Kyiv (en)
- FC Chernihiv (en)

## Dissolution
- Mouvement politique panukrainien "Indépendance de l'Ukraine" (en)

### Club sportif
- FC Karpaty Mukacheve (en)
- FC Karpaty-3 Lviv (en)
- FC Oskil Kupyansk (en)
- Torpedo Zaporijjia

## Naissance
- Volodymyr Kostiuk (uk), gymnaste.
- Viktoriia Onopriienko (uk), gymnaste rythmique.
- Sofiya Stetsenko (uk), actrice.
- Danylo Sydorenko (uk), footballeur.
- Illya Ukhan (uk), footballeur.

## Décès
- Olha Kolesnichenko (uk), journaliste de télévision.
- Vihak Vasily Mikhailovich (uk), physicien.
- Vera Montlevich (uk), architecte.
- Stanislav I. Sychov (uk), peintre.
- Volodymyr Zatulyviter (uk), poète.